# 武藤嘉紀
武藤 嘉紀（むとう よしのり、1992年7月15日 - ）は、東京都世田谷区出身のプロサッカー選手。Jリーグ・ヴィッセル神戸所属。ポジションはフォワード（FW）。元日本代表。
2024年のJリーグ最優秀選手賞受賞者。

## 来歴

### プロ入り前
3歳でバディスポーツ幼児園 に入園後、4歳でバディサッカークラブに入部し、本格的にサッカーを始める。世田谷区立桜丘小学校へ入学。その後、小学校の6年間は同クラブで活躍し、6年生の時にはキャプテンを務める。
小学校4年時よりFC東京のスクールへも通い、2005年に世田谷区立桜丘中学校進学時から同クラブ下部組織に加入した。このときの同期には高木利弥（中学校も同じ）、上形洋介、江口貴俊、佐々木陽次、廣木雄磨、松藤正伸、三浦龍輝がいる。この頃から攻撃的MF（サイドハーフ）でプレーするようになった。2007年のU-15高円宮杯で全国大会得点ランキング2位に輝いたことなどが評価され、2008年よりU-15からU-18へ昇格。脚力とフィジカルの強さを買われ、U-18ではサイドバックでも起用された。攻撃的MFに戻った2010年（3年時）には パワーを活かした仕掛けを武器に エースとして活躍した。この年、2種登録選手としてトップチームに登録されている。翌年からのトップチーム昇格を打診されていたが、「今、プロの世界に飛び込んでもやっていけない」という判断のもと、大学進学を選択した。
2011年3月、慶應義塾高等学校卒業後、同年4月に慶應義塾大学経済学部へ進学し、サッカー部に所属。1年時から7試合で6得点というハイペースで得点を量産するも 試合中の接触により左膝半月板を損傷。目標としていた新人王及び得点王の獲得を逃した。復帰後はチームプレーに重きを置きつつも、要所で得点に絡み、同部での中心選手となった。2012年6月、ユース時代を過ごした古巣FC東京に特別指定選手として登録され 練習に参加した。2013年3月に行われたデンソーカップチャレンジサッカーでは、関東大学選抜Aとして出場し、2年生で唯一ベストイレブンに選出された。その活躍が認められて同月の全日本大学選抜に選出され、ドイツキャンプ及びデンソーカップサッカー日韓大学定期戦に参加した。同年7月、前年に続いてFC東京に特別指定選手として登録されると、同月6日のJ1第14節広島戦で途中出場し、Jリーグデビューを果たした。

### FC東京
2014年からFC東京へ正式に加入した。サッカー部監督の須田芳正からもプロ入りを後押しされ、内部進学であったことから3年次で円滑に退部することが出来、在学のままプロ契約を結んだ。
同年J1第1節の柏レイソル戦にて、FC東京の新人選手では2008年の長友佑都以来となるJリーグ開幕戦での先発出場 を果たし、3トップの左ウイングとして相手の守備網と互角の勝負を演じた。運動量 とスピードを活かし、2トップの一角やサイドハーフでの起用にも順応を見せた上、ドリブル突破による1対1での打開力 を発揮してJ1第21節浦和戦でシーズン7得点目を挙げ、クラブの新人最多得点記録を更新した。プレッシャーの高まりや疲労の蓄積、FW平山相太の負傷離脱によるポストプレーの負担の増加が重なり シーズン終盤には得点のペースを落としたが、J1第31節の名古屋グランパスエイト戦でのゴールにより、渡邉千真が持つリーグ新人最多記録の13得点に並んだ。同年12月、新人では小野伸二、中澤佑二に次いで15年ぶり史上3人目となるJリーグベストイレブン選出を果たした。
武藤の心身の消耗を憂慮していたFC東京GMの立石敬之から賛同を得られず、志望した冬季の海外移籍はならなかったが、2015年夏季の海外移籍を視野に契約を更新し、Jリーグでの登録をFWに変更した。開幕戦から得点を重ね、3月度の月間MVPを受賞した。J1第15節の松本山雅FC戦で同シーズン通算10得点目を決めた。デビューから2年連続での二桁得点は城彰二以来となるJリーグ史上2人目の快挙となった。第1ステージ最終節の清水エスパルス戦では得点こそ無かったものの、ドリブルで4人のマーカーを引きつけながら前田遼一の得点をアシストし、FC東京での最後の試合を勝利で飾った。
FC東京では公式戦61試合に出場し26ゴール5アシストを記録。

### 1.FSVマインツ05

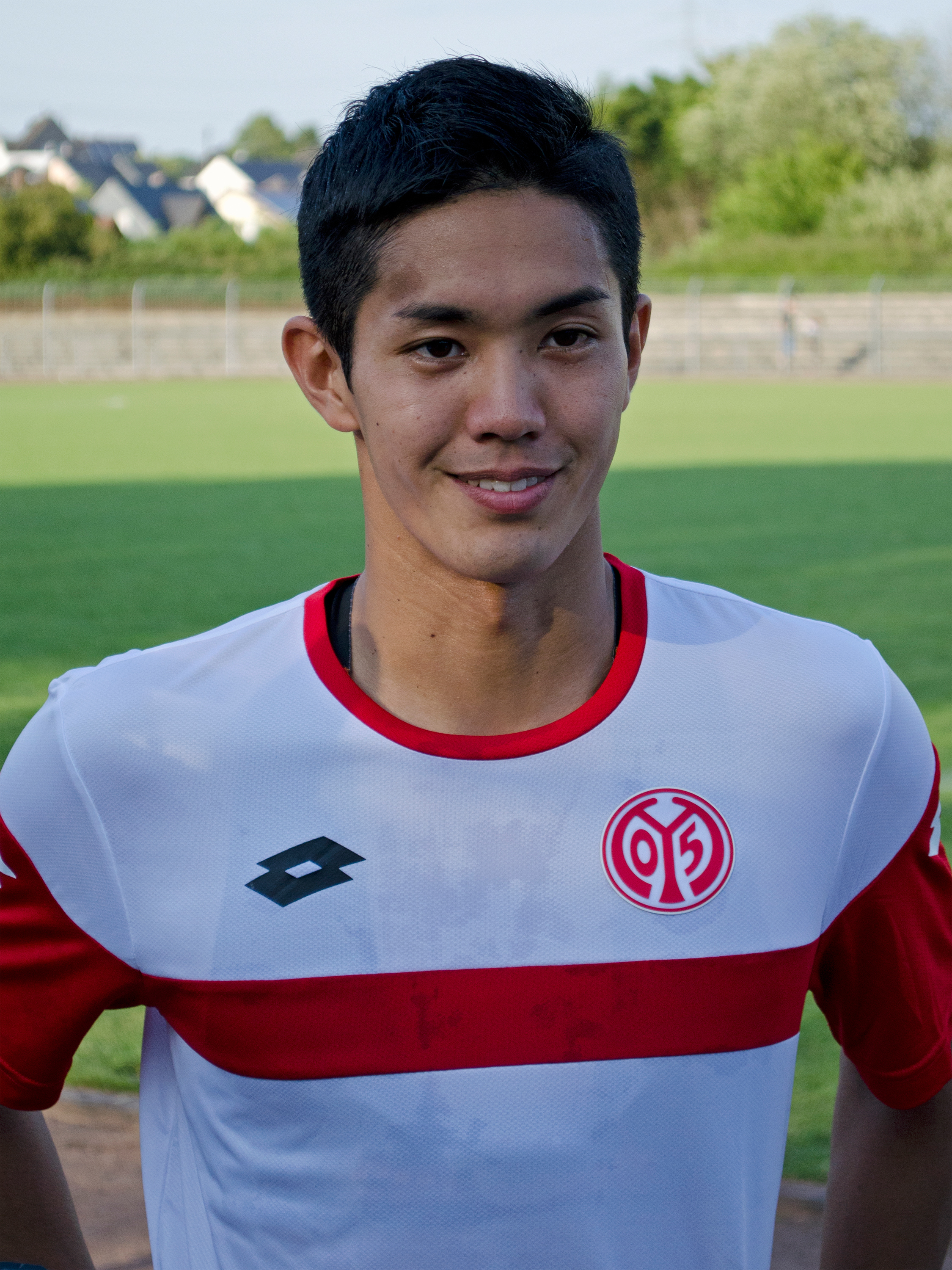
2015年、マインツ入団時

FC東京からの移籍容認に十分な活躍を続けたことで、2015年3月にはイングランド・プレミアリーグのチェルシーFCから、翌4月にはドイツ・ブンデスリーガの1.FSVマインツ05からそれぞれ移籍のプランを提示された。熟慮の末、来日したクリスティアン・ハイデルGMから直接高評価を伝えるなど、本人曰く「誠意を見せてくれて必要としてくれた」 マインツを選択し、5月30日にFC東京から同クラブへの移籍が発表された。契約期間は2019年6月末までの4年間。移籍金は非公表ながら推定300万ユーロ（4億円）とされ、立石GMによれば、マインツの提示額は武藤にオファーを出した4クラブの中で最安値でありFC東京の想定を下回っていたが、活躍度合や別クラブへの売却時には額を上乗せできる付帯条項を設けることで合意に至った。8月10日のDFBポカール1回戦エネルギー・コットブス戦でマインツ移籍後の公式戦に初出場し、同月15日にブンデスリーガ開幕節のインゴルシュタット戦に途中出場してリーグ戦デビューを果たした。自身も志望していた サイドでのプレーが中心になると目されていたが、スピードを買われて 1トップで移籍後初の先発出場となった第2節ボルシアMG戦では懸命な奔走で攻守に貢献し、第3節ハノーファー戦では移籍後初ゴールを含む2得点1アシストを記録。当初マルティン・シュミット監督は対戦相手に応じて1トップを使い分けるとしていたが、武藤の献身的な前線からの守備とドイツの巨漢DFとの競り合いを厭わない姿勢を賛辞し、他のFW陣の不振も重なって 武藤を1トップで起用し続けた。第11節アウクスブルク戦では自身プロ初のハットトリックを決めてマン・オブ・ザ・マッチに選出され、高原直泰以来ブンデスリーガでハットトリックを決めた2人目の日本人選手となった。2016年2月6日、ブンデスリーガ第20節ハノーファー戦で右膝外側側副靱帯を部分断裂。3月下旬に練習に復帰するも、練習中に別箇所の右膝同靭帯を損傷。治療に専念するために帰国し、2015-16シーズンを終えた。
2016年8月17日、ブンデスリーガ開幕戦のボルシア・ドルトムント戦で途中出場から今シーズン初得点を決めた。9月29日、欧州ELの第2節ガバラFKでヨーロッパリーグ初得点を記録した。しかし、この試合で右膝を負傷。2017年1月22日、第17節の1.FCケルン戦で約4カ月ぶりの復帰を果たした。
2017年8月12日、DFBポカール1回戦のリューネブルガーSK1で新シーズン初得点を含む2得点を決めた。9月9日、第3節のバイエル・レヴァークーゼン戦で今季リーグ戦初得点を決めた。5月5日、第33節のボルシア・ドルトムント戦では残留を決める得点を決めて勝利に貢献した。
マインツでは公式戦72試合に出場し23ゴール11アシストを記録。

### ニューカッスル・ユナイテッドFC
2018年7月27日、プレミアリーグ・ニューカッスル・ユナイテッドFCが武藤の獲得についてマインツ側と合意したことを発表した。既にメディカルチェックを済ませ、イギリスの労働許可証の取得だけが残っていたが、
8月2日、労働許可証取得とニューカッスルへの移籍が正式に決定したことが発表された。契約期間は4年。開幕節のトッテナム戦に途中出場しリーグ戦デビューを果たした。第8節のマンチェスター・ユナイテッドFC戦でリーグ戦初先発を果たすとイングランドでの初得点を挙げ、プレミアリーグでゴールした6人目の日本人選手となった。しかし、軽い負傷のため78分に交代。イングランド1年目は1ゴールでシーズンを終えた。
2019年7月20日、中国の上海で開催されたプレミアリーグ・アジアトロフィーの3位決定戦ウェストハム・ユナイテッドFC戦34分、右サイドでボールを持ったDFジェイミー・ステリーのアーリークロスに反応し、左足のワンタッチシュートで見事に先制ゴールをねじ込んだ。2019-20シーズンのプレシーズンマッチには新監督のスティーヴ・ブルースから称賛されていたものの、開幕戦はベンチスタート。8月17日、第2節ノリッジ・シティに1-3と敗れた後に武藤が「孤立していると感じました」と率直なコメントを残す。チームが開幕連敗スタートとなったこともあり、武藤のコメントはブルースの戦術に対する批判だとしてあらぬ方向へ飛び火。8月28日、カラバオカップ(リーグ杯)2回戦レスター・シティ戦の後半18分にPA左でDFイェトロ・ウィレムスが相手と競り合ってこぼれたボールを武藤が右足で押し込み、1-1。試合は1-1のまま延長戦なしでPK戦に突入。武藤がニューカッスル1人目のキッカーを務め、しっかり決めたものの、PK2-4で敗れた
。
やがては新加入のジョエリントンやレンタル先から復帰したドワイト・ゲイルにも遅れをとり、第8節のマンチェスター・ユナイテッドFC戦以降は完全にポジションを失い、事実上の構想外状態となった。2020年1月1日、第21節レスター・シティ戦で今季リーグ戦初のフル出場を果たした
。2020年1月4日に行われたFAカップ3回戦のロッチデール戦に先発出場したが53分に負傷交代。股関節の負傷と診断され約1カ月間戦列から離れる。同シーズンは8月28日に行われたカラバオカップ(リーグ杯)レスター・シティFC戦の1得点のみにとどまり、リーグ戦では8試合ノーゴールに終わった。

#### SDエイバル
シーズン終了後に古巣マインツの他、1.FCケルンやFCアウクスブルク、アルミニア・ビーレフェルトなどかつてプレーしていたブンデスリーガのチームが獲得に興味を示していると報じられたが、2020年9月16日にプリメーラ・ディビシオン所属のSDエイバルへ1年間の期限付き移籍が発表された。背番号は「12」。11月30日、第11節のレアル・ベティス戦でラ・リーガ初ゴールを決めブンデスリーガ、プレミアリーグ、ラ・リーガのヨーロッパ3リーグでゴールを奪った初の日本人になった。2021年1月25日、第20節のセルタ・デ・ビーゴ戦でラ・リーガ初アシストを記録。柔らかいタッチの浮き球パスでブライアン・ヒルのゴラッソを演出した
。シーズン終盤は負傷のため試合に出場できないことも多く、最終的にチームは最下位に沈みセグンダ・ディビシオン降格が決定。2021年5月26日、エイバルとのレンタル契約終了を発表 。スペイン1年目の公式戦3ゴール2アシストでシーズンを終えた。
2020-21シーズン終了後、所属元のニューカッスルに戻り、7月6日から新シーズンに向けて始動し、プレシーズンマッチにも出場。しかし、その間も移籍の噂が度々浮上し、7月31日にはヴィッセル神戸への加入が決定的になったと報じられた。2021年8月3日、ニューカッスルは双方合意の下に武藤との契約を解消したことを発表。

### ヴィッセル神戸
2021年8月7日、ヴィッセル神戸に加入。8月21日、第25節の鹿島アントラーズ戦で移籍後初出場からいきなりアシストで結果を残した。9月24日、第30節の清水エスパルス戦で移籍後初ゴールを決めた。10月2日、第31節の浦和レッズ戦では自身初となる3試合連続ゴールを決めた。最終的にはリーグ戦14試合5得点7アシストを記録。武藤加入前に海外移籍し、神戸のエースだった古橋亨梧の穴を埋める活躍で、ACL圏内で神戸のJ1最高順位となるリーグ3位に貢献した。
2022年3月2日の横浜FM戦の接触プレーで左膝を負傷。同年5月1日に行われたACL第6節傑志戦で復帰した。ロティーナ体制では、相方を務める事の多かったFW大迫勇也が離脱していたこともあり1トップを務める機会が多かった。7月のリーグ戦で後述の故障もあり1ヶ月近く戦線離脱する等、激しいマークによる故障を多発したことや、大迫復帰後は右ウイングでの起用も増えたため、このシーズンは6得点にとどまった。
2023年は完全復活を果たし、大迫とともに序盤から首位を走るチームを牽引。攻撃では2020年に当時川崎フロンターレの三笘薫が記録して以来となるリーグ戦10得点10アシストを記録し、守備でも献身的なプレスバックで幾度もピンチの芽を摘むなど大車輪の働きを見せ、クラブを初のJ1リーグ優勝に導いた。シーズン終了後には、2014年以来となるJリーグベストイレブンに選出された。
2024年は大黒柱の大迫が昨季以上に厳しいマークにあう中、エースとして攻守にチームを牽引。リーグ戦37試合13得点7アシストを挙げる活躍で、クラブをJ1リーグ二連覇に導いた。シーズン終了後には二年連続となるJリーグベストイレブン、そして自身初のJリーグ最優秀選手賞を受賞した。今季で2021年夏に加入した際に結んだ複数年契約が切れるタイミングのため、オフには来季の去就が注目されたが、12月24日に神戸との契約更新を発表した。

### 日本代表
2014年9月、キリンチャレンジカップ2014に臨む日本代表に招集され、5日のウルグアイ戦で国際Aマッチ初出場を果たし、同月9日のベネズエラ戦で初得点を決めた。
2015年1月開催のAFCアジアカップ2015においては、パレスチナ戦で相手プレーヤーの退場を誘発する働きを見せた他、ヨルダン戦では香川真司の得点をアシストした。3トップ全ての位置で起用され、スーパーサブとしての 役割をこなした。しかし、準々決勝のUAE戦では決定機でシュートを外すなど精彩を欠き チームも敗退。個人としても大会を通じ無得点に終わった。
2018年6月、ロシアワールドカップのメンバーに選出され、第3節のポーランド戦でW杯初出場を果たした。
2019年1月、AFCアジアカップ2019のメンバーに選出され、グループリーグ第3戦のウズベキスタン戦で、約3年3カ月ぶりの代表での得点を挙げた。
2022年1月のウズベキスタン代表戦で3年ぶりA代表に選出されたが、試合は中止となった。同年7月、EAFF E-1サッカー選手権2022に出場する日本代表に選出されたが、怪我のため17日に参加を辞退した事が発表された。

## 人物
- 姉2人弟2人の5人姉弟[121][28]。スポーツアカデミー代表取締役社長の中野成章は母方の祖父[121] にあたる。モデルの立野リカはいとこ[122]。
- 利き足は右、利き手は左[45]。筆記も左手利きである。
- FC東京時代のチャントは、プロレスラー・武藤敬司の登場曲「HOLD OUT」が原曲。
- 同じ小学校の2学年上で、のちにFC東京の下部組織でともに育ち、トップチームでも一緒に在籍した三田啓貴は、小学校1年生の時からの幼なじみであり、大の親友[123]。
- 2015年7月3日、慶應義塾大学で同級生だった客室乗務員と結婚[124]。新婦の父は衆議院議員の渡辺周[124]。2016年4月25日、所属事務所から第1子となる女児が誕生したことが発表される[125]。
- 本人はアメリカ生まれ東京育ちであるが濃い顔立ちから沖縄出身と間違われることがある[126]。FC東京在籍時のチームメイトであった森重真人からは武井壮に似ていると言われた事もある[127]。
- 座右の銘には「強烈な努力」を掲げており、高校時代に豪胆な勝負師として知られた囲碁界の棋聖、藤沢秀行のドキュメント番組を見ていた時にこの言葉に胸を打たれたという[128]。
- 目標とする選手は、リヴァプールFCやFCバルセロナ、アトレティコ・マドリードでプレーしたウルグアイ代表のルイス・スアレス[129]。

## 所属クラブ
- 1996年[28] - 2004年 バディサッカークラブ[3]（世田谷区立松丘小学校[37]）
  - 2002年[28] - 2004年 FC東京調布柴崎サッカースクール[3][6]
- 2005年 - 2007年 FC東京U-15深川（世田谷区立桜丘中学校[8][6]）
- 2008年 - 2010年 FC東京U-18（慶應義塾高校[130]）
  - 2010年6月 - 同年12月 FC東京（2種登録選手[14]）
- 2011年 - 2013年 慶應義塾大学
  - 2012年6月 - 同年12月 FC東京（特別指定選手）
  - 2013年7月 - 同年12月 FC東京（特別指定選手）
- 2014年 - 2015年6月  FC東京
- 2015年 - 2018年  1.FSVマインツ05
- 2018年 - 2021年8月  ニューカッスル・ユナイテッドFC
  - 2020年 - 2021年5月  SDエイバル(loan)
- 2021年8月 -  ヴィッセル神戸

## 個人成績
| 国内大会個人成績 | 国内大会個人成績 | 国内大会個人成績 | 国内大会個人成績 | 国内大会個人成績 | 国内大会個人成績 | 国内大会個人成績 | 国内大会個人成績 | 国内大会個人成績 | 国内大会個人成績 | 国内大会個人成績 | 国内大会個人成績 |
| 年度             | クラブ           | 背番号           | リーグ           | リーグ戦         | リーグ戦         | リーグ杯         | リーグ杯         | オープン杯       | オープン杯       | 期間通算         | 期間通算         |
| 年度             | クラブ           | 背番号           | リーグ           | 出場             | 得点             | 出場             | 得点             | 出場             | 得点             | 出場             | 得点             |
| 日本             | 日本             | 日本             | 日本             | リーグ戦         | リーグ戦         | リーグ杯         | リーグ杯         | 天皇杯           | 天皇杯           | 期間通算         | 期間通算         |
| ---------------- | ---------------- | ---------------- | ---------------- | ---------------- | ---------------- | ---------------- | ---------------- | ---------------- | ---------------- | ---------------- | ---------------- |
| 2013             | FC東京           | 40               | J1               | 1                | 0                | -                | -                | -                | -                | 1                | 0                |
| 2014             | FC東京           | 14               | J1               | 33               | 13               | 5                | 1                | 1                | 0                | 39               | 14               |
| 2015             | FC東京           | 14               | J1               | 17               | 10               | 5                | 2                | -                | -                | 22               | 12               |
| ドイツ           | ドイツ           | ドイツ           | ドイツ           | リーグ戦         | リーグ戦         | リーグ杯         | リーグ杯         | DFBポカール      | DFBポカール      | 期間通算         | 期間通算         |
| 2015-16          | マインツ         | 9                | ブンデス1部      | 20               | 7                | -                | -                | 1                | 0                | 21               | 7                |
| 2016-17          | マインツ         | 9                | ブンデス1部      | 19               | 5                | -                | -                | 0                | 0                | 19               | 5                |
| 2017-18          | マインツ         | 9                | ブンデス1部      | 27               | 8                | -                | -                | 3                | 2                | 30               | 10               |
| イングランド     | イングランド     | イングランド     | イングランド     | リーグ戦         | リーグ戦         | FLカップ         | FLカップ         | FAカップ         | FAカップ         | 期間通算         | 期間通算         |
| 2018-19          | ニューカッスル   | 13               | プレミア         | 17               | 1                | 1                | 0                | 0                | 0                | 18               | 1                |
| 2019-20          | ニューカッスル   | 13               | プレミア         | 8                | 0                | 1                | 1                | 1                | 0                | 10               | 1                |
| 2020-21          | ニューカッスル   | 27               | プレミア         | -                | -                | -                | -                | -                | -                | 0                | 0                |
| スペイン         | スペイン         | スペイン         | スペイン         | リーグ戦         | リーグ戦         | 国王杯           | 国王杯           | オープン杯       | オープン杯       | 期間通算         | 期間通算         |
| 2020-21          | エイバル         | 12               | プリメーラ       | 26               | 1                | 2                | 2                | -                | -                | 28               | 3                |
| 日本             | 日本             | 日本             | 日本             | リーグ戦         | リーグ戦         | リーグ杯         | リーグ杯         | 天皇杯           | 天皇杯           | 期間通算         | 期間通算         |
| 2021             | 神戸             | 11               | J1               | 14               | 5                | -                | -                | -                | -                | 14               | 5                |
| 2022             | 神戸             | 11               | J1               | 26               | 6                | 0                | 0                | 2                | 0                | 28               | 6                |
| 2023             | 神戸             | 11               | J1               | 34               | 10               | 1                | 0                | 4                | 1                | 39               | 11               |
| 2024             | 神戸             | 11               | J1               | 37               | 13               | 0                | 0                | 3                | 0                | 40               | 13               |
| 通算             | 日本             | 日本             | J1               | 162              | 57               | 11               | 3                | 10               | 1                | 183              | 61               |
| 通算             | ドイツ           | ドイツ           | ブンデス1部      | 66               | 20               | -                | -                | 4                | 2                | 70               | 22               |
| 通算             | イングランド     | イングランド     | プレミア         | 25               | 1                | 2                | 1                | 1                | 0                | 28               | 2                |
| 通算             | スペイン         | スペイン         | プリメーラ       | 26               | 1                | 2                | 2                | -                | -                | 28               | 3                |
| 総通算           | 総通算           | 総通算           | 総通算           | 279              | 79               | 15               | 6                | 15               | 3                | 309              | 88               |

- 2010年は2種登録選手としての試合出場は無し
- 2012年、2013年は特別指定選手

| 国際大会個人成績 | 国際大会個人成績 | 国際大会個人成績 | 国際大会個人成績 | 国際大会個人成績 |
| 年度             | クラブ           | 背番号           | 出場             | 得点             |
| UEFA EL          | UEFA EL          | UEFA EL          | UEFA EL          | UEFA EL          |
| ---------------- | ---------------- | ---------------- | ---------------- | ---------------- |
| 2016-17          | マインツ         | 9                | 2                | 1                |
| AFC              | AFC              | AFC              | ACL              | ACL              |
| 2022             | 神戸             | 11               | 3                | 1                |
| 2024-25          | 神戸             | 11               | 4                | 1                |
| 通算             | UEFA             | UEFA             | 2                | 1                |
| 通算             | AFC              | AFC              | 7                | 2                |

出場歴
- 2013年7月06日：Jリーグ初出場 - J1第14節 vsサンフレッチェ広島（味の素スタジアム）
- 2014年4月16日：公式戦初得点 - ナビスコ杯予選リーグ第3節 vsヴィッセル神戸（ノエビアスタジアム神戸）
- 2014年4月19日：Jリーグ初得点 - J1第8節 vsセレッソ大阪（味の素スタジアム）
- 2015年8月15日：ドイツ・ブンデスリーガ初出場 - vsFCインゴルシュタット04（コファス・アレーナ）
- 2015年8月29日：ドイツ・ブンデスリーガ初得点 - ブンデスリーガ第3節 vsハノーファー96（コファス・アレーナ）
- 2018年8月11日：イングランド・プレミアリーグ初出場 - プレミアリーグ第1節 vsトッテナム・ホットスパー（セント・ジェームズ・パーク）
- 2018年10月07日：イングランド・プレミアリーグ初得点 - プレミアリーグ第8節 vsマンチェスター・ユナイテッド（オールド・トラッフォード）
- 2020年9月27日：ラ・リーガ初出場 - 第3節 vsアスレティック・ビルバオ（エスタディオ・ムニシパル・デ・イプルーア）
- 2020年11月30日：ラ・リーガ初得点 - 第11節 vsレアル・ベティス（エスタディオ・ベニート・ビジャマリン）

## タイトル

### クラブ
FC東京U-18
- JFAプリンスリーグU-18関東（2008年、2009年[3]、2010年[3]）
- 日本クラブユースサッカー選手権 (U-18)大会（2008年）
- Jユース・サンスタートニックカップ（2009年）[3]

ヴィッセル神戸
- J1リーグ：2回（2023年、2024年）
- 天皇杯 JFA 全日本サッカー選手権大会：1回（2024年）

### 個人
慶應義塾大学
- デンソーカップチャレンジサッカー ベストイレブン（2012年[22]）
- アミノバイタルカップ 得点王（2013年[131]）

FC東京
- Jリーグベストイレブン：1回（2014年）[55]
- J1リーグ月間MVP：1回（2015年3月）[48]

ヴィッセル神戸
- Jリーグ最優秀選手賞：1回（2024年）
- Jリーグベストイレブン：2回（2023年、2024年）
- JPFAアワード・最優秀選手賞：1回（2024年）
- JPFAアワード・ベストイレブン：2回（2023年、2024年）
- J1リーグ月間MVP：2回（2023年6月、2024年11・12月）

## 日本代表歴
- 2014年9月5日：国際Aマッチ初出場 - vsウルグアイ（札幌ドーム）
- 2014年9月9日：国際Aマッチ初得点 - vsベネズエラ（横浜国際総合競技場）

### 出場大会
- 日本代表
  - 2014年 - キリンチャレンジカップ
  - 2015年 - AFCアジアカップ2015、2018 FIFAワールドカップ・アジア2次予選
  - 2016年 - 2018 FIFAワールドカップ・アジア3次予選
  - 2018年 - 2018 FIFAワールドカップ
  - 2019年 - AFCアジアカップ2019

### 試合数
- 国際Aマッチ 29試合 3得点（2014年 - 2019年）

| 日本代表 | 国際Aマッチ | 国際Aマッチ |
| 年       | 出場        | 得点        |
| -------- | ----------- | ----------- |
| 2014     | 6           | 1           |
| 2015     | 12          | 1           |
| 2016     | 1           | 0           |
| 2017     | 2           | 0           |
| 2018     | 4           | 0           |
| 2019     | 4           | 1           |
| 通算     | 29          | 3           |

### 出場
| No. | 開催日         | 開催都市         | スタジアム                               | 対戦国           | 結果        | 監督           | 大会                                                           |
| --- | -------------- | ---------------- | ---------------------------------------- | ---------------- | ----------- | -------------- | -------------------------------------------------------------- |
| 1.  | 2014年9月5日   | 札幌             | 札幌ドーム                               | ウルグアイ       | ●0-2        | アギーレ       | キリンチャレンジカップ2014                                     |
| 2.  | 2014年9月9日   | 横浜             | 横浜国際総合競技場                       | ベネズエラ       | ○3-0        | アギーレ       | キリンチャレンジカップ2014                                     |
| 3.  | 2014年10月10日 | 新潟             | デンカビックスワンスタジアム             | ジャマイカ       | ○1-0        | アギーレ       | キリンチャレンジカップ2014                                     |
| 4.  | 2014年10月14日 | カラン           | シンガポール・ナショナルスタジアム       | ブラジル         | ●0-4        | アギーレ       | 国際親善試合                                                   |
| 5.  | 2014年11月14日 | 豊田             | 豊田スタジアム                           | ホンジュラス     | ○6-0        | アギーレ       | キリンチャレンジカップ2014                                     |
| 6.  | 2014年11月18日 | 大阪             | ヤンマースタジアム長居                   | オーストラリア   | ○2-1        | アギーレ       | キリンチャレンジカップ2014                                     |
| 7.  | 2015年1月12日  | ニューカッスル   | ニューカッスル・スタジアム               | パレスチナ       | ○4-0        | アギーレ       | AFCアジアカップ2015                                            |
| 8.  | 2015年1月16日  | ブリスベン       | ブリスベン・スタジアム                   | イラク           | ○1-0        | アギーレ       | AFCアジアカップ2015                                            |
| 9.  | 2015年1月20日  | メルボルン       | メルボルン・レクタンギュラー・スタジアム | ヨルダン         | ○2-0        | アギーレ       | AFCアジアカップ2015                                            |
| 10. | 2015年1月23日  | シドニー         | スタジアム・オーストラリア               | アラブ首長国連邦 | ●1-1(PK4-5) | アギーレ       | AFCアジアカップ2015                                            |
| 11. | 2015年3月27日  | 大分             | 大分スポーツ公園総合競技場               | チュニジア       | ○2-0        | ハリルホジッチ | キリンチャレンジカップ2015                                     |
| 12. | 2015年6月11日  | 横浜             | 日産スタジアム                           | イラク           | ○4-0        | ハリルホジッチ | キリンチャレンジカップ2015                                     |
| 13. | 2015年6月16日  | さいたま         | 埼玉スタジアム2002                       | シンガポール     | △0-0        | ハリルホジッチ | 2018 FIFAワールドカップ・アジア2次予選兼AFCアジアカップUAE予選 |
| 14. | 2015年9月3日   | さいたま         | 埼玉スタジアム2002                       | カンボジア       | ○3-0        | ハリルホジッチ | 2018 FIFAワールドカップ・アジア2次予選兼AFCアジアカップUAE予選 |
| 15. | 2015年9月8日   | テヘラン         | アザディスタジアム                       | アフガニスタン   | ○6-0        | ハリルホジッチ | 2018 FIFAワールドカップ・アジア2次予選兼AFCアジアカップUAE予選 |
| 16. | 2015年10月8日  | マスカット       | シーブ・スタジアム                       | シリア           | ○3-0        | ハリルホジッチ | 2018 FIFAワールドカップ・アジア2次予選兼AFCアジアカップUAE予選 |
| 17. | 2015年10月13日 | テヘラン         | アザディスタジアム                       | イラン           | △1-1        | ハリルホジッチ | 国際親善試合                                                   |
| 18. | 2015年11月12日 | カラン           | シンガポール国立競技場                   | シンガポール     | ○3-0        | ハリルホジッチ | 2018 FIFAワールドカップ・アジア2次予選兼AFCアジアカップUAE予選 |
| 19. | 2016年9月6日   | バンコク         | ラジャマンガラ・スタジアム               | タイ             | ○2-0        | ハリルホジッチ | 2018 FIFAワールドカップ・アジア最終予選                        |
| 20. | 2017年10月6日  | 豊田             | 豊田スタジアム                           | ニュージーランド | ○2-1        | ハリルホジッチ | キリンチャレンジカップ2017                                     |
| 21. | 2017年10月10日 | 横浜             | 日産スタジアム                           | ハイチ           | △3-3        | ハリルホジッチ | キリンチャレンジカップ2017                                     |
| 22. | 2018年5月30日  | 横浜             | 日産スタジアム                           | ガーナ           | ●0-2        | 西野朗         | キリンチャレンジカップ2018                                     |
| 23. | 2018年6月8日   | ルガーノ         | スタディオ・コルナレド                   | スイス           | ●0-2        | 西野朗         | 国際親善試合                                                   |
| 24. | 2018年6月12日  | インスブルック   | チボリ・シュタディオン                   | パラグアイ       | ○4-2        | 西野朗         | 国際親善試合                                                   |
| 25. | 2018年6月28日  | ヴォルゴグラード | ヴォルゴグラード・アリーナ               | ポーランド       | ●0-1        | 西野朗         | 2018 FIFAワールドカップ                                        |
| 26. | 2019年1月13日  | アブダビ         | ザイード・スポーツシティ・スタジアム     | オマーン         | ○1-0        | 森保一         | AFCアジアカップ2019                                            |
| 27. | 2019年1月17日  | アル・アイン     | ハリファインターナショナルスタジアム     | ウズベキスタン   | ○2-1        | 森保一         | AFCアジアカップ2019                                            |
| 28. | 2019年1月21日  | シャルジャ       | シャルジャ・スタジアム                   | サウジアラビア   | ○1-0        | 森保一         | AFCアジアカップ2019                                            |
| 29. | 2019年2月1日   | アブダビ         | ザイード・スポーツシティ・スタジアム     | カタール         | ●1-3        | 森保一         | AFCアジアカップ2019                                            |

### ゴール
| #  | 開催年月日     | 開催地                         | 対戦国         | 勝敗 | 試合概要                   |
| -- | -------------- | ------------------------------ | -------------- | ---- | -------------------------- |
| 1. | 2014年9月9日   | 日本、横浜                     | ベネズエラ     | △2-2 | キリンチャレンジカップ2014 |
| 2. | 2015年10月13日 | イラン、テヘラン               | イラン         | △1-1 | 国際親善試合               |
| 3. | 2019年1月17日  | アラブ首長国連邦、アル・アイン | ウズベキスタン | ○2-1 | AFCアジアカップ2019        |

## 関連情報

### 出演
CM
- セイコーウオッチ ｢セイコーブライツ｣（2015年）
- 日産自動車「宣言 武藤」篇（2015年）
- 味の素「アミノプロテイン」（2015年）
- ［映画ドラえもん35周年記念！ドラ☆応援団］（2015年）
- セイコーウオッチ ｢セイコー プレザージュ 本物の自信篇｣（2017年）
- ABCマート「adidas Alpha bounce」（2017年）
- アムタス「めちゃコミック」（2020年）